# Herminia tristriga
Herminia tristriga là một loài bướm đêm trong họ Noctuidae.